# Lettonie au Concours Eurovision de la chanson 2002
La Lettonie a participé au Concours Eurovision de la chanson 2002 le 25 mai à Tallinn, en Estonie. C'est la 3e participation et 1re victoire de la Lettonie au Concours Eurovision de la chanson.
Le pays est représenté par Marie N. et la chanson I Wanna, sélectionnés au moyen de la finale nationale Eirodziesma.

## Sélection

### Eirodziesma 2002
Le radiodiffuseur letton, Latvijas Televīzija (LTV), organise l'Eirodziesma (en) 2002 pour sélectionner l'artiste et la chanson représentant la Lettonie au Concours Eurovision de la chanson 2002.
La finale nationale, présentée par Ija Circene et Ēriks Niedra (lv), a lieu le 2 mars 2002 au Stade olympique de Ventspils. Les chansons sont toutes interprétées en anglais.
Lors de cette sélection, c'est la chanson I Wanna, interprétée par  Marie N., qui fut choisie.

## À l'Eurovision

Points attribués à la Lettonie au Concours Eurovision de la chanson 2002.

### Points attribués par la Lettonie
| 12 points | Estonie     |
| 10 points | Russie      |
| 8 points  | Chypre      |
| 7 points  | Malte       |
| 6 points  | Lituanie    |
| 5 points  | Royaume-Uni |
| 4 points  | Suède       |
| 3 points  | Israël      |
| 2 points  | France      |
| 1 point   | Suisse      |

### Points attribués à la Lettonie
| 12 points                                           | 10 points                   | 8 points                                   | 7 points                       | 6 points             |
| --------------------------------------------------- | --------------------------- | ------------------------------------------ | ------------------------------ | -------------------- |
| - Allemagne - Espagne - Estonie - Israël - Lituanie | - Autriche - Grèce - Russie | - Belgique - France - Royaume-Uni - Suisse | - Danemark - Macédoine - Malte | - Finlande - Turquie |
| 5 points                                            | 4 points                    | 3 points                                   | 2 points                       | 1 point              |
| - Bosnie-Herzégovine - Slovénie - Suède             | - Chypre                    |                                            | - Croatie                      |                      |

Marie N. interprète I Wanna en 23e position, suivant la Slovénie et précédant la Lituanie. 
Au terme du vote, la Lettonie termine 1re sur 24 pays, ayant obtenu 176 points au total de la part de 22 pays,.